# Bogosia curvaverpa
Bogosia curvaverpa là một loài ruồi trong họ Tachinidae.